# مهر علي شاه
بير مهر علي شاه (14 أبريل 1859 - مايو 1937)، باحث وشاعر صوفي من البنجاب، الهند البريطانية (باكستان الحالية). ينتمي إلى الطريقة الجشتية، وهو معروف بأنه عالم حنفي قاد الحركة المناهضة للأحمدية. كتب عدة كتب أبرزها سيف جشتيائي وهو عمل جدلي ينتقد الحركة الأحمدية لميرزا غلام أحمد.

## حياته

### نشأته
ولد بير مهر على شاه في 1من رمضان الكريم 1275هـ الموافق 14 أبريل 1859م في كولهره وهي قرية صغيرة قرب مدينة راولبندي. والآن مندمجة في مدينة إسلام أباد الجديدة. حفظ القرآن في صغره ودرس علوم المتداولة مثل العربية والفارسية من غلام محيي الدين ودرس النحو والمنطق من محمد شفيع قريشي بقرية حسن ابدال. ودرس الكتب الفقهية الأساسية من سلطان محمود ودرس معظم مواد الدرس النظامي منه الا بقايا من مواد الفلسفة والرياضي وآخر كتب الفقه وصحاح الستة في الحديث وتفسير البيضاوي.
ثم رحل إلى الهند كانبور وكان 15 في عمره في السنة 1290م ودرس الحديث ل لطف الله في عليكره واجاز له اجازة في كتب صحاح الستة ومشكوة شريف وتفسير وترجمة القرآن الكريم وشيخ رجع إلى موطنه كولهره في سنة 1295م بعد تحصيل هذه العلوم. بعد المراجعة من الهند زوج شيخ بنت سراج علي شاه على موضع حسن ابدال وفي هذه الأيام أقام الشيخ درس لمبتديئن في مسجد قرية كولهره

### بيعته للشيخ خواجه شمس الدين السيالوي
وباع لخواجه شمس الدين سيالوي بعد تحصيل العلوم المتداولة وبعد المراجعة من الهند بطريقة جشتية نظامية. وفي هذه الأيام قرأ من كتب الصوفية الكبار مثلا فصوص الحكم، الغزوات المكية للشيخ ابن عربي وقال بعد البيعة كانت ٍالغزوات المكية معى دائما وطالعت فصوص الحكم مرارا وتكرارا وأكثر اسرار هذه الكتب اكتشفت علي بعد التوجه من الشيخ شمس الدين سيالوي. واعتنق الشيخ مذهب وحدة الوجود رسميا. وكان المحبة مهر علي شاه لشيخه محبة دائمة وكاملة

### أسفاره
بعد وفاة شيخه السيالوي قد سافر الشيخ عدة أسفار منها
- في سنة 1301هـ سافر شيخ إلى لاهور وسكن في حجرات مسجد الشاهي ويدرس الشيخ في المسجد دروس الكتب العلية.
- في سنة 1302هـ سافر إلى ملتان (مدينة الأولياء)
- ومن الملتان راح إلى ديره غازي خان وإلى مظفر گره وبعده ذهب إلى أجمير شريف وزار مرقد معين الدين الجشتي.
- وفي سنة 1307هـ في يوم من الأيام أراد سفر الحج وذهب إلي مومباي ثم بالسفينة إلى كراتشي وفي النهاية وصل ميناء جدة وقد التقى الحاج مكي وامداد الله مهاجر المكي وقد اعطاه امداد الله مهاجر المكي سلسلة جشتية صابرية للبيعة. وقال شيخ في أثناء زيارتي للحجاز أردت أن أسكن هنا لكن امداد الله قال سيكون هناك فتنة في بنجاب وترياق هذا الفتنة منك ولو تكون في البنجاب في ذاك الوقت هو خير. وقد اكتشف فيما بعد للشيخ بأنها فتنة القاديانية.
- في سنة 1904م رحل شيخ إلى ولاية بهوبال وقد التقى في قيامه هناك بنواب البهوبال

### درجات التوحيد عنده
قسم الشيخ التوحيد إلي ثلاثة درجات حسب مصطلاحات القوم وهي:
- توحيد العبادة: وهو التوحيد الذي يقف عند المعنى العام لشهادة: ألا إله إلا الله. توحيد العبادة موجود في السور المكية بكثرة.
- توحيدالمحبة: وهو حالة تكون فيه محبة الله للعبد أقوى من أي شئي وهذا التوحبد مأخوذ من الأيات الحث علي المحبة الإلهية مثل { قل ان كان أباوكم وأبناؤكم وإخوانكم وعشيرتكم وأموال اقترفتموها وتجارة تخشون كسادها ومساكن ترضونها أحب إليكم من الله ورسوله... الخ } توحيد المحبة موجود في السور المدنية بكثرة
- توحيد الوجود: وهو التوحيد الذي اختص الحق -الله- نفسه به، غيرأنه أظهر لبعض صفوته من هذا التوحيد لوائح وأسرارا. وأمثالة هذا التوحيد من القرآن { كل شيء هالك الا وجهه } و{ كل من عليها فان ويبقى وجهه ربك ذوالجلال والإكرام} وتوحيد الوجود موجود في الآيات المتشابهات التي لا يعرف تأويلهن الا الله والراسخون في العلم. ومن هذا القسم ذهب من ذهب إلى القول بوحدة الوجود من الصوفية مثل ابن عربي، عبد الرحمن الجامي وغيرهم.

### عقائده في مسائل شتى
- أنه هو زعيم المسلمين في الهند ضد الفتنة القاديانية وأول من قال بأن القأديانيون كفار.
- رد على فتنة رد الحديث الذين يقولون بأن السنة ليست حجة مثل القرآن ومن توجيهات الشيخ بدأ درس الحديث في القري المجاورة
- رد على فتنة نيشرية الذين يقولون بأن الطبيعة كل شئي وقال بأن الوظيفة المملكة البريطانية ضد المسلمين حرام
- يقول عن شيخ الإسلام ابن تيمية وتلميذه ابن القيم بأنهما عالمان متبحران وخادمان الإسلام لكن ابن تيمية تشدد في مسائل الاجتماعية في رعاية التوحيد بزعمه وضرب مثل السوء في بيان مسلك ابن عربي عن التوحيد الوجودي.
- ربط بين النظرية وحدة الوجود ونظرية وحدة الشهود بأن وحدة الشهود يأتي لسالك في ابتداء وهو نفس الإيمان ووحدة الوجود يأتي في النهاية وهو كمال الإيمان. وليس واحد مكلف بهذا المقام بل هذا حال المشاهدة الخاصة.
- أجاز سماع كما هو في طريقتة الجشتية. وسمع قوالي بالمزامير وبلا مزامير.

## أعماله الأدبية
كتب مهر علي شاه عدة كتب في موضوعات شتى ومن أهمها
- تحقيق الحق في كلمة الحق ألف الكتاب سنة 1315هـ الموافق 1897م على موضوع وحدة الوجود وهي رد علي كتاب كلمة الحق لسيد عبد الرحمان اللكهنوي الذي قال بأن معنى الشرعي لكلمة لا اله الا الله هي لا موجود الا الله، ولا يؤمن أحدكم بدون ايمان على وحدة الوجود. ورد الشيخ على هذه النظرية الباطلة بدلائل المقنعة القانعة وقال «أما الايمان فلا اله الا الله تعنى لا معبود الا الله، والله هو خالق الكون وربه ومعبوده».
- شمس الهداية: موضوع هذا الكتاب إثبات رفع عيسى على السماء حيا ونزوله عند قرب القيامة من القرآن والسنة.
- سيف جشتيائي: قد اتفق العلماء بأن لم يكتب مثل هذا الكتاب في موضوع حياة عيسى وختم النبوة محمد صلي الله عليه وسلم.
- اعلاء كلمة الله وما أهل به لغير الله: كتاب يحتوي من مسائل المختلف فيها مثل سماع الموتى، استغاثة من غير الله، وغير ذلك.
- الغزوات الصمدية: وهي أجوبة لعشرة التساؤلات الصعبة التي سألها المخالفون وبعد الأجوبة سأل الشيخ من المخالفين له 12 تساؤلات وقال لا يمكن لأي واحد أن يجيبها إلا من هو من السادات بنى فاطمة ويتقن كل العلوم الكسبية والرسمية وأقل عددها أربعين مثل علم الكيان وعلم السماء والعالم وعلم الحيوان وعلم النفس وعلم الغيب وعلم الفلاحة وتعبير وعلم البيطرة وعلم البذورة وعلم السيمياء وعلم الكيمياء وعلم الريمياء وعلم الهيميا وعلم الفراسة وعلم الأحكام النجوم وهندسة وعلم الأكر وعلم المخروطات وعلم الحساب وعلم الهئية الصغرى وعلم المجسطى وعلم الزيج وعلم التقويم وعلم ارتماطيقي وعلم قرسطون وعلم الاسطرلاب وعلم الرمل وعلم الوفق وعلم الجفر وعلم الوجود وعلم العلة والمعلول وعلم قاطيغورياس وعلم العقول العشرة وعلم حكمة الأشراق وعلم حكمة المشائين وعلم النبوة والولاية وعلم المعاد وعلم الدعوات ونظائرها مما لا تسعها هذه الأوراق.
- تصفية ما بين السنة والشيعة: يحتوي هذا الكتاب المحاولة لتصفية العلاقات ما بين أهل السنة والشيعة وأثبت بالدلائل القاطعة خلافة أبى بكر وعمر وعثمان م وخلافة علي وفضائل أهل البيت الكرام من الكتاب والسنة بدون ترجيح أحد المذهب.
- ملفوظات مهر علي شاه: وهي مجموعة من ملفوظات الشيخ التي جمعها تلاميذه بعد وفاته وتحتوي على المعارف القيمة وأكثر هذه الملفوظات هي الدروس التي ألقاه شيخ في مسجده.

## حياته الخاصة
كان شاه من نسل والده نصر الدين شاه من عبد القادر الجيلاني في الجيل الخامس والعشرين، كما يعود نسبه إلى النبي محمد عبر حسن بن علي في الجيل الثامن والثلاثين. من جهة والدته معصومة موصوفة، ينحدر من عبد القادر الجيلاني في الجيل الرابع والعشرين ومن محمد عبر الحسين بن علي في الجيل السابع والثلاثين.